# مقاطعة كاس (ميشيغان)
مقاطعة كاس (بالإنجليزية: Cass County, Michigan)‏ هي مقاطعة تقع في جنوب غربي شبه الجزيرة السفلى بولاية ميشيغان في الولايات المتحدة. بلغ عدد سكانها 52293 نسمة في تعداد عام 2010 بحسب إحصاء مكتب تعداد الولايات المتحدة وتصل الكثافة السكانية فيها 40 نسمة/كم2.

## أعلام
- ستيفن فيكتور غراهام
- دين روكويل

## وصلات خارجية
- United States Counties